# Nyhavn
 (juillet 2022).
Si vous disposez d'ouvrages ou d'articles de référence ou si vous connaissez des sites web de qualité traitant du thème abordé ici, merci de compléter l'article en donnant les références utiles à sa vérifiabilité et en les liant à la section « Notes et références ».
Nyhavn est un canal du centre de Copenhague dont le nom signifie « nouveau port » en danois. Il est caractérisé par les vives couleurs des maisons qui le bordent. On y trouve d'anciennes maisons de marchands - dont trois des anciennes maisons de l'écrivain Hans Christian Andersen (no 18, 20 et 67) - des bateaux amarrés que l'on peut visiter, ainsi que plusieurs lieux d'exposition.
La rue Toldbodgade franchit le canal environ à ses deux tiers.

## Historique
La construction de Nyhavn est ordonnée par le roi Christian V et dure de 1671 à 1673. Le canal est creusé par les prisonniers de guerre suédois de la guerre dano-suédoise de 1658 à 1660. Il s’agit à l’époque d’établir un lien entre la mer et la Kongens Nytorv (Place Royale), à l’intérieur de la ville. On y amarre les navires de marchandises et l’on y débarque les prises des pêcheurs, tandis que des marchands bâtissent leurs maisons en bordure du canal. Le port est alors connu pour ses débits de boisson, les marins qui le fréquentent et la prostitution qui s’y pratique. 
Le premier pont de Nyhavn est inauguré le 6 février 1875. C’est d’abord une passerelle provisoire en bois, ensuite remplacée par le pont basculant actuel en 1912.

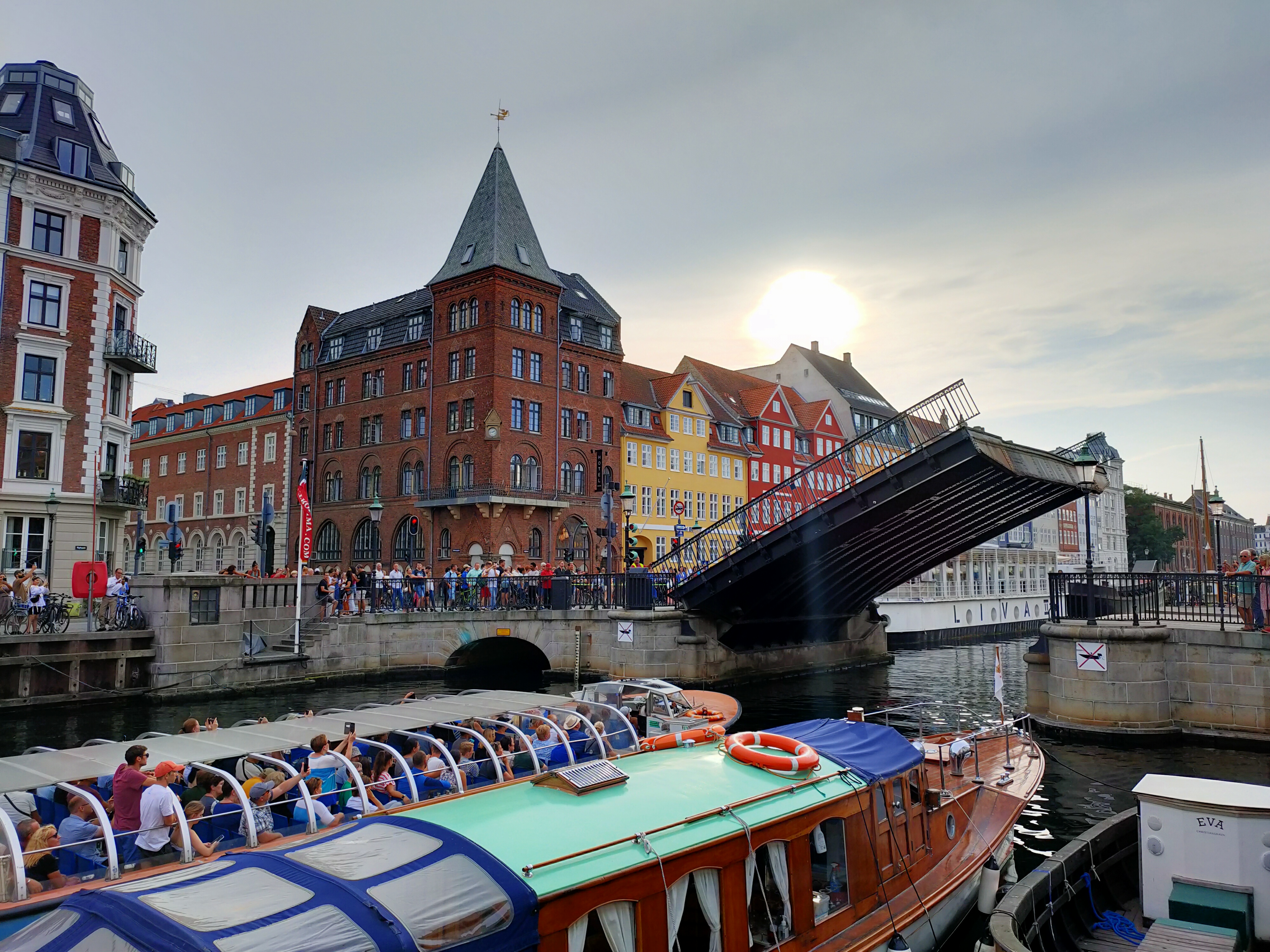
Ouverture du pont de Nyhavn pour le passage d’un bateau

Alors que les navires de haute mer gagnent en taille, Nyhavn se limite progressivement au trafic de marchandises des bateaux de faible tonnage qui naviguent dans le pays. Après la Seconde Guerre mondiale, le transport de marchandises par voie terrestre s’impose et les petits navires disparaissent peu à peu du port de Copenhague, laissant Nyhavn largement vide de bateaux.
Au milieu des années 1960, la Société Nyhavn (en danois: Nyhavnsforeningen) est fondée dans le but de revitaliser le port. En 1977, Nyhavn est déclaré port-musée par l'Overborgmester i København (maire de Copenhague) Egon Weidekamp. Les maisons sont restaurées au fil des années 1980 et le lieu devient un site touristique emblématique de la capitale danoise.

## Constructions

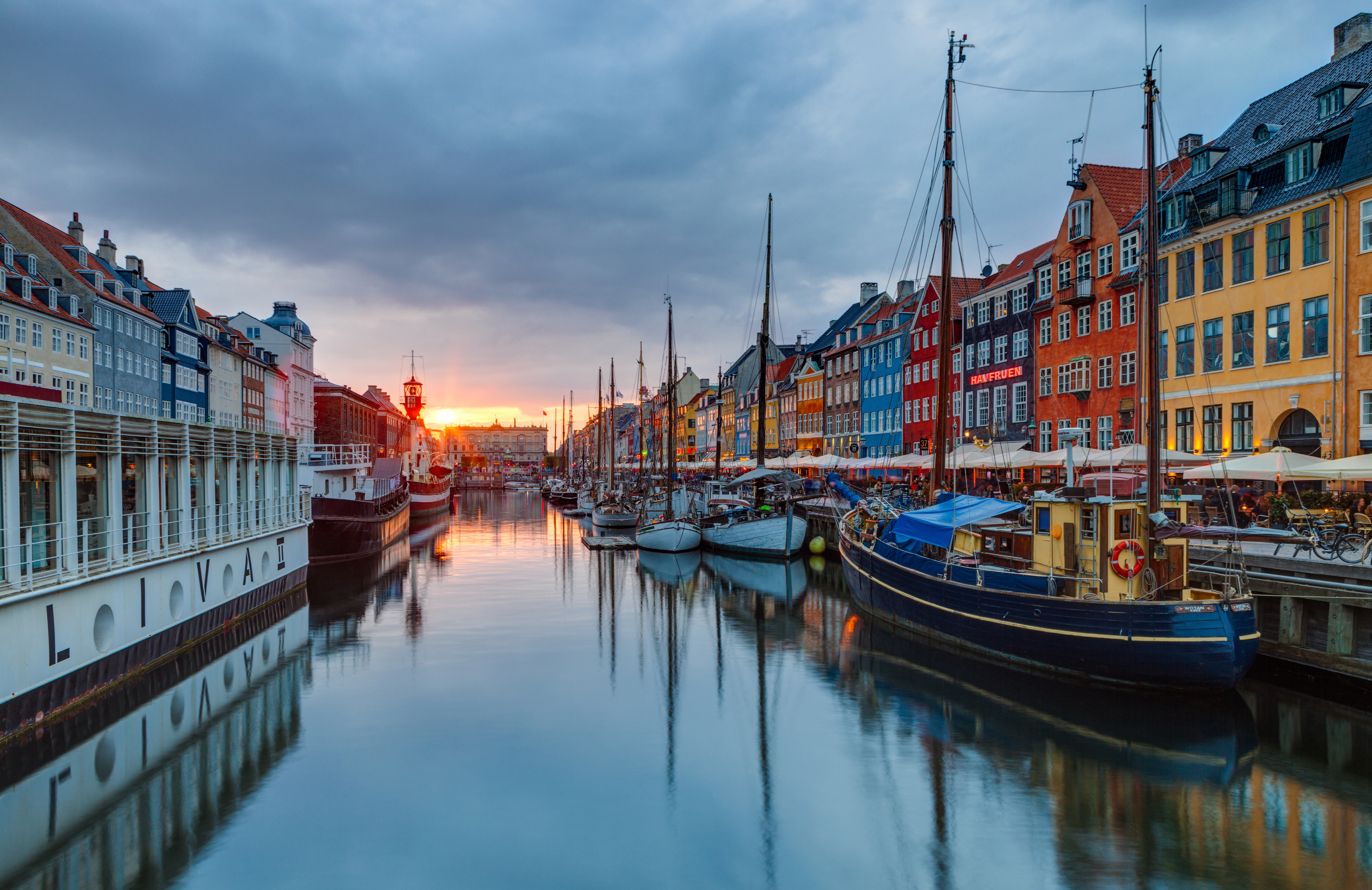
Bateaux amarrés dans le port de Nyhavn. Avril 2018.

Le côté nord de Nyhavn (numéros impairs) est bordé par des maisons colorées faites de bois, de briques et de plâtre. Elles appartenaient autrefois aux négociants qui vivaient de l'activité portuaire. La plus vieille maison se trouve au no 9 et date de 1681,.
Le côté sud de Nyhavn (numéros pairs) comporte de somptueuses demeures, notamment Charlottenborg, à l'angle de Kongens Nytorv.

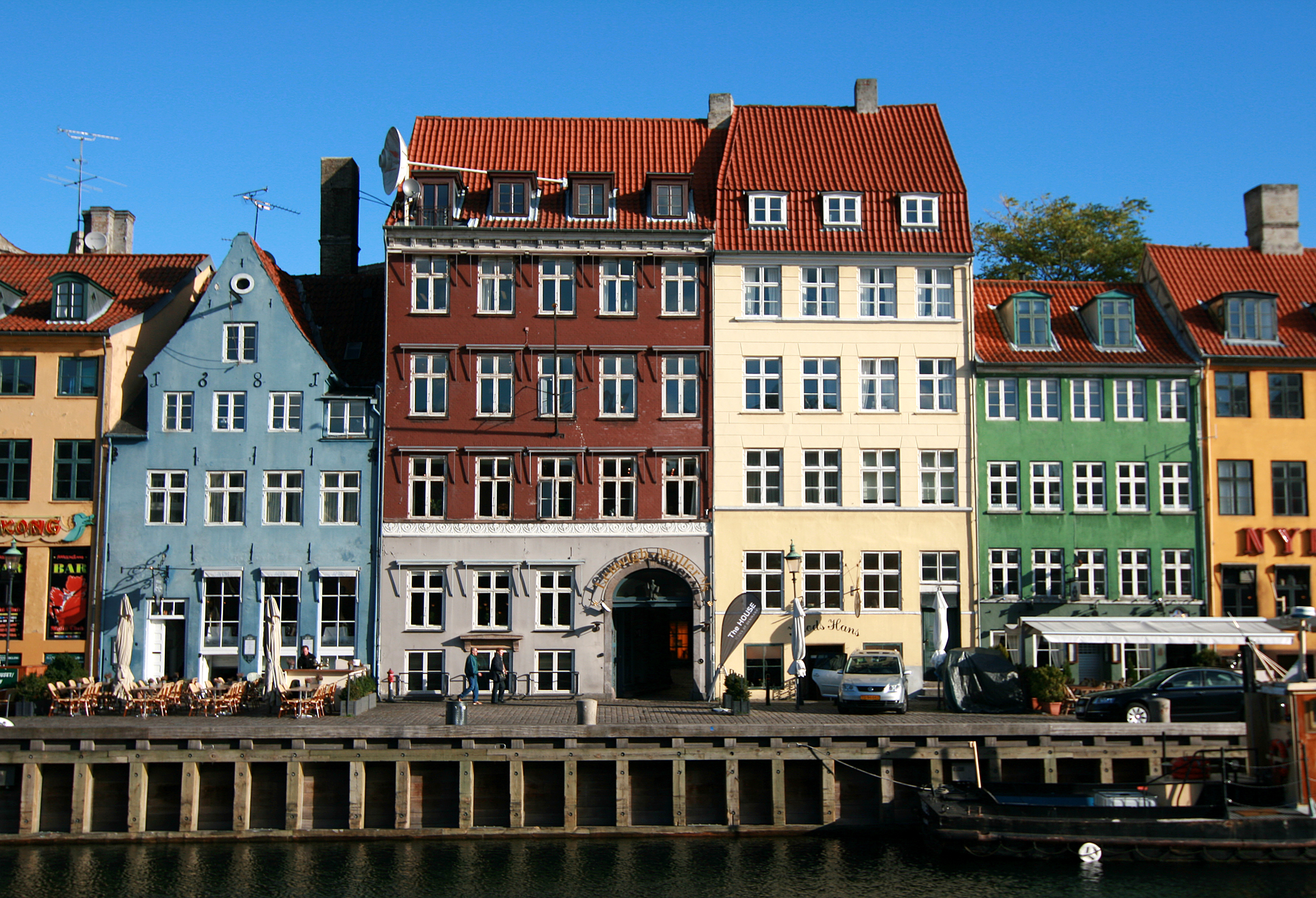
no 9 à 15 de Nyhavn
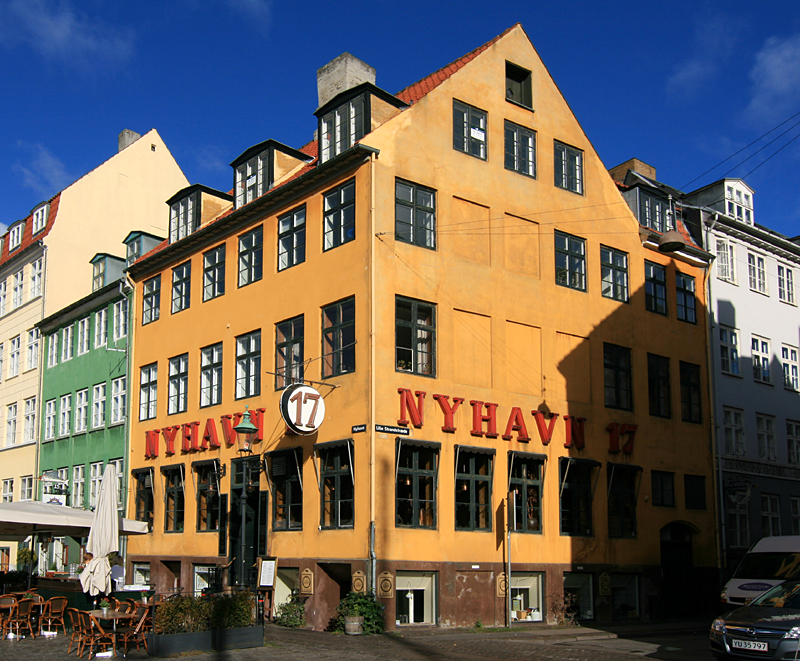
no 17 de Nyhavn
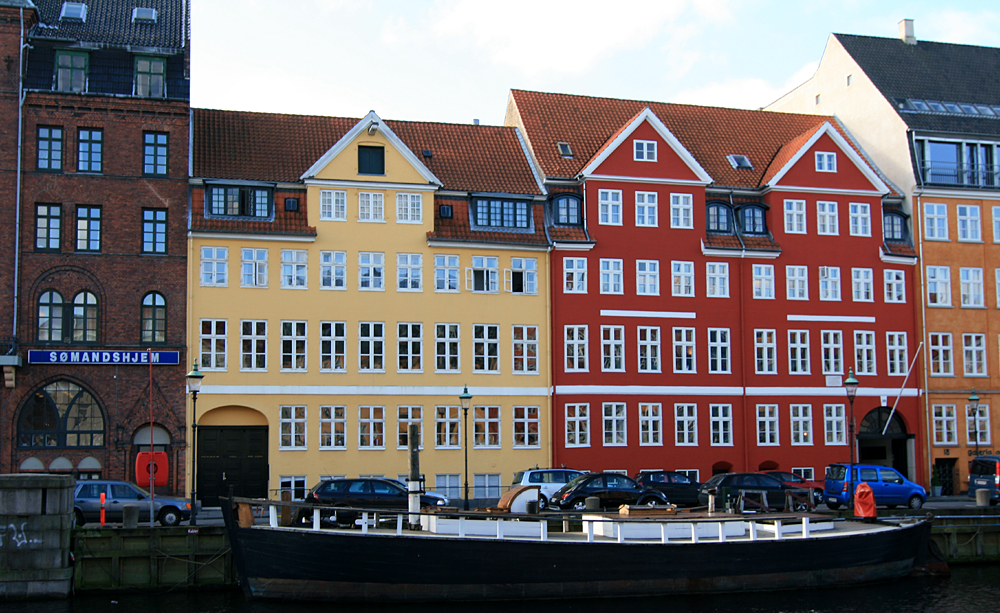
no 20 à 22 de Nyhavn
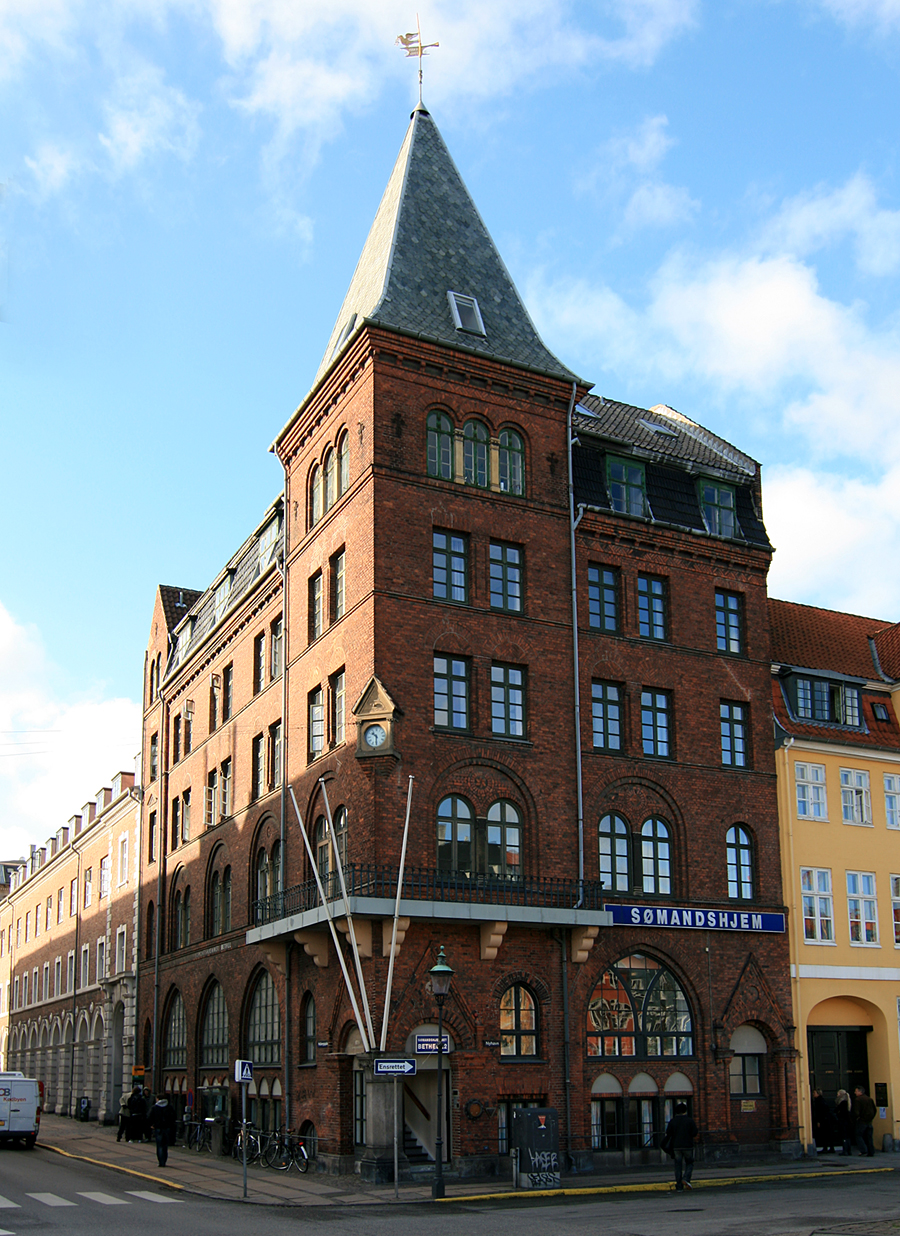
no 22 de Nyhavn
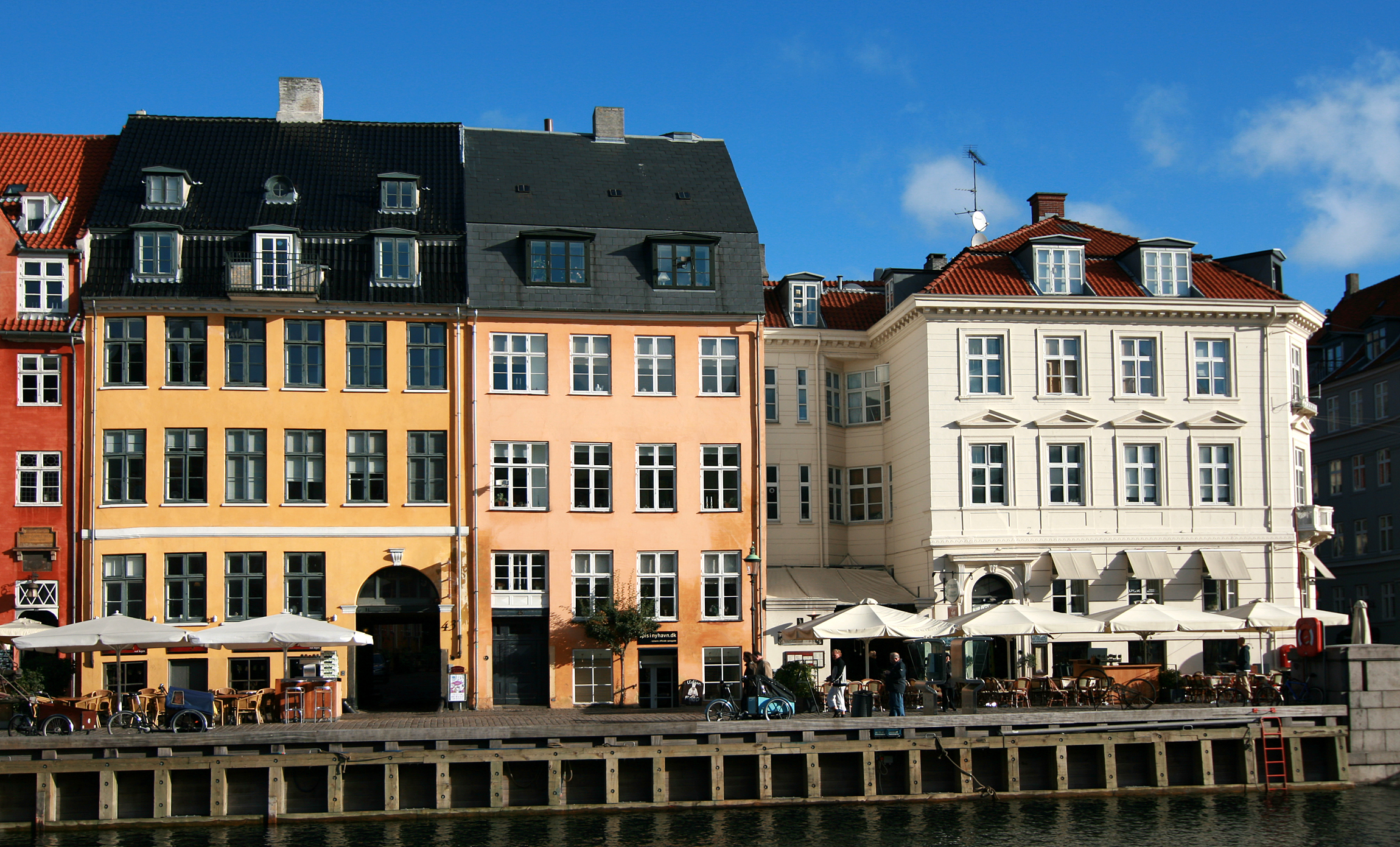
no 43 à 47de Nyhavn
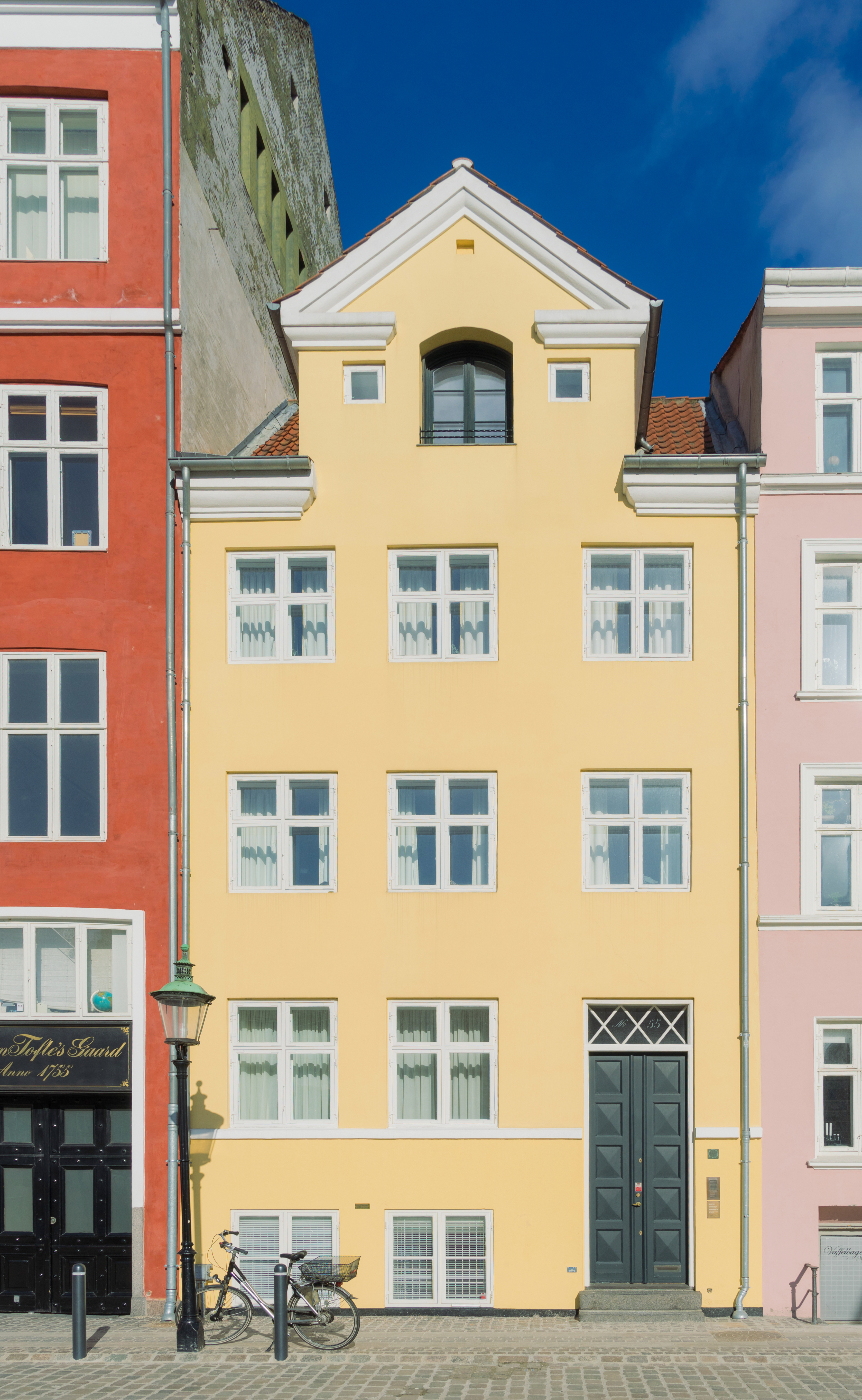
no 55 de Nyhavn
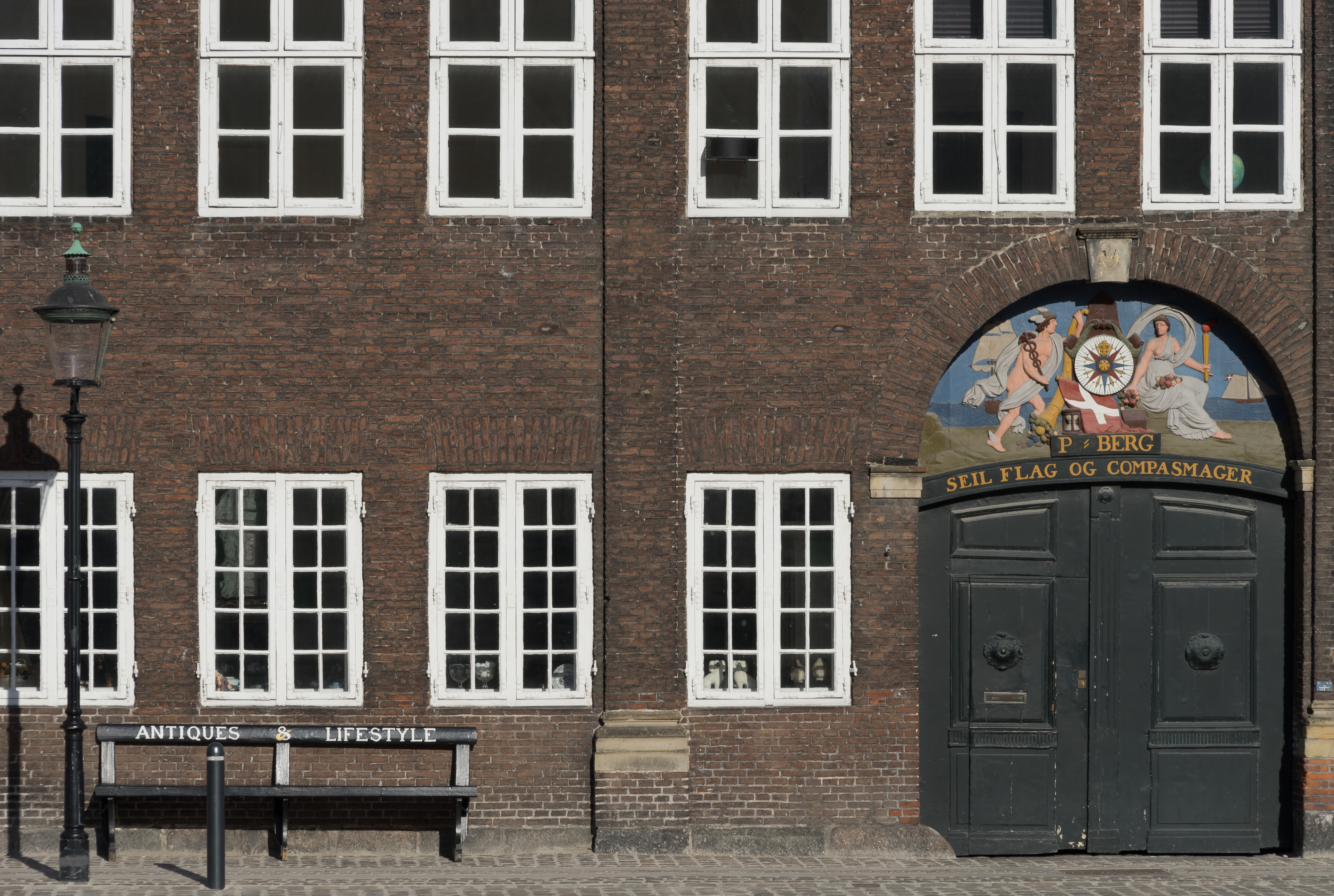
Magasin d'antiquités marines au no 65 de Nyhavn
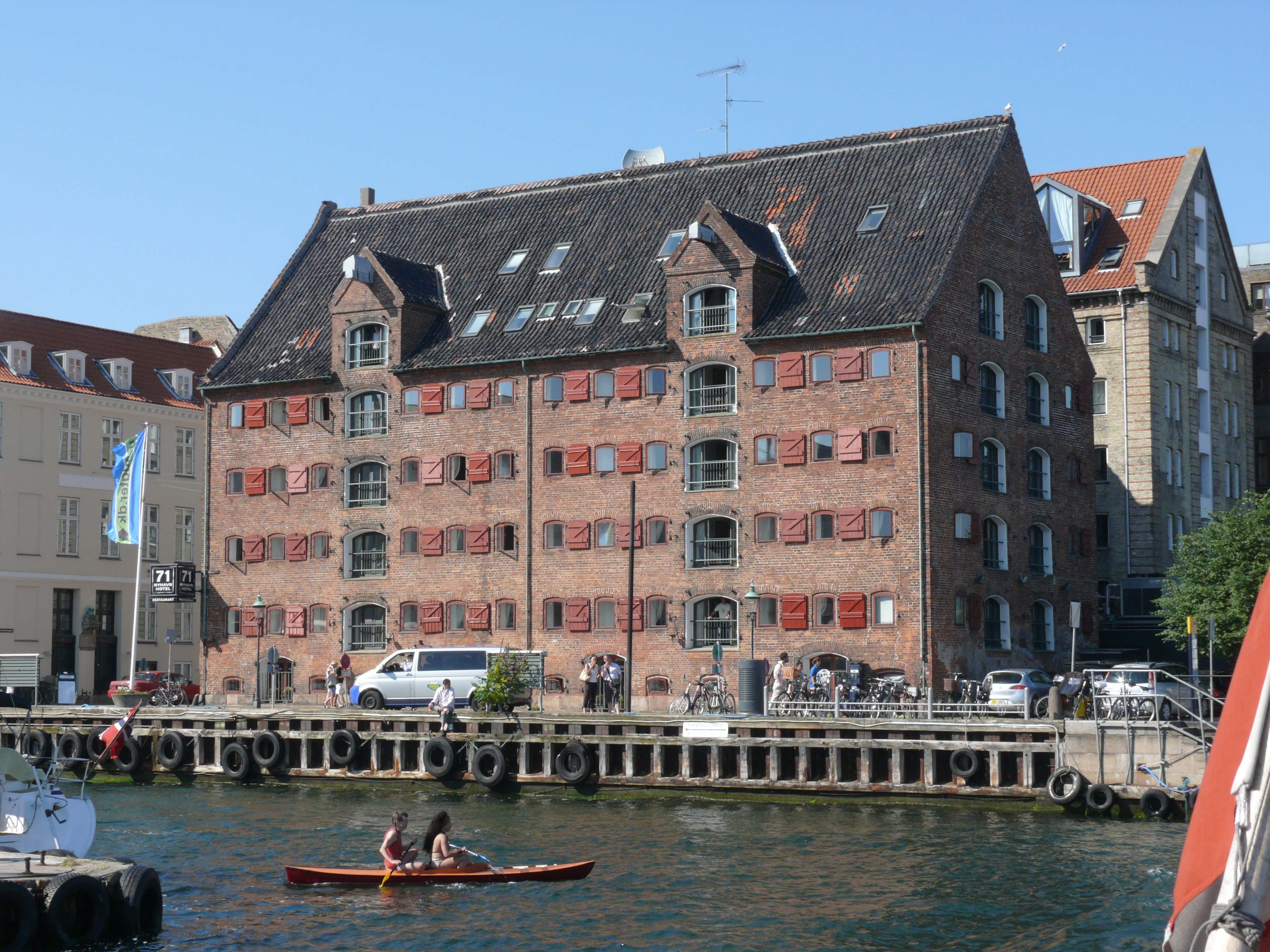
Hôtel au no 71 de Nyhavn

Le long de son côté nord, qui bénéficie d’un ensoleillement plus important, Nyhavn est aujourd'hui bordé de bars et de restaurants. Le port sert aussi de point de départ à des balades en bateau sur les canaux.

## Mémorial de l'Ancre

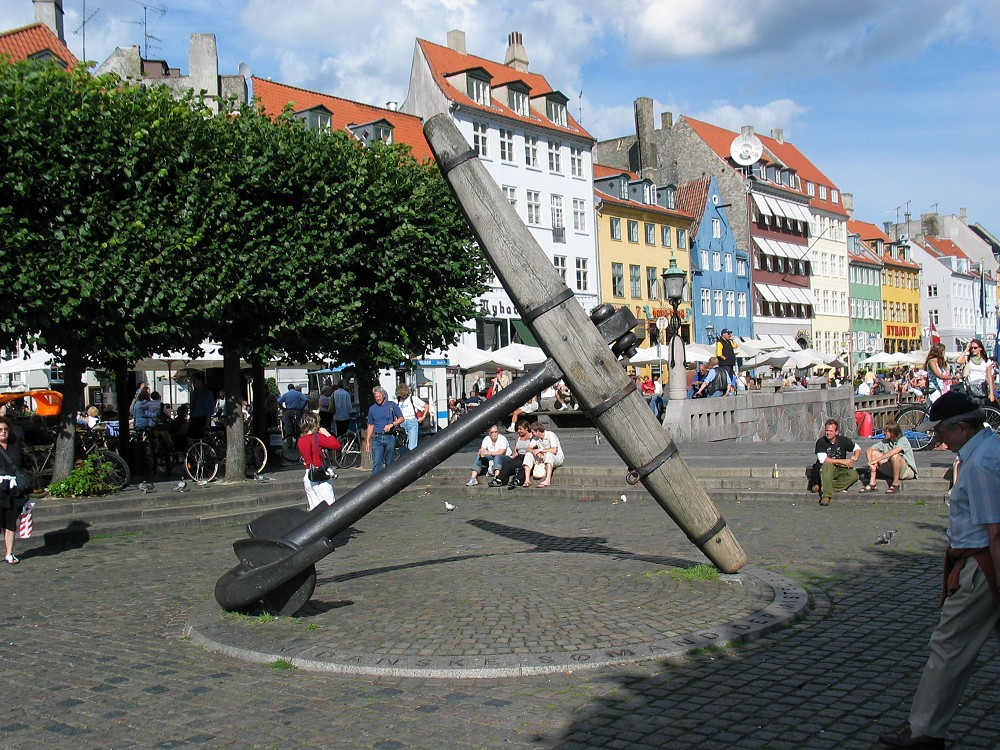
Le Mémorial de l'Ancre à l'extrémité du canal de Nyhavn

Le Mémorial de l'Ancre (en danois : Mindeankeret) se trouve au bout de Nyhavn, à l’endroit où le port rencontre Kongens Nytorv. Il s’agit d’un monument à la mémoire des plus de 1 700 officiers et marins danois en service dans les marines de guerre et marchande du pays ou au sein des forces alliées, qui ont perdu la vie au cours de la Seconde Guerre mondiale. 
L'ancre a été inaugurée en 1951, en remplacement d'une croix en bois temporaire, érigée sur place en 1945. Une plaque ornée d’un monogramme du roi Frédéric VII de Danemark y figure. 
L'ancre, datant de 1872, a été utilisée sur la frégate Fyn (Fionie), qui était amarrée à la base navale de Holmen pendant la Seconde Guerre mondiale. 
Chaque année, le 5 mai - jour de la libération du Danemark en 1945 - une cérémonie officielle est organisée au Mémorial de l'Ancre pour honorer ceux qui sont tombés.